# Llengua amb tàperes

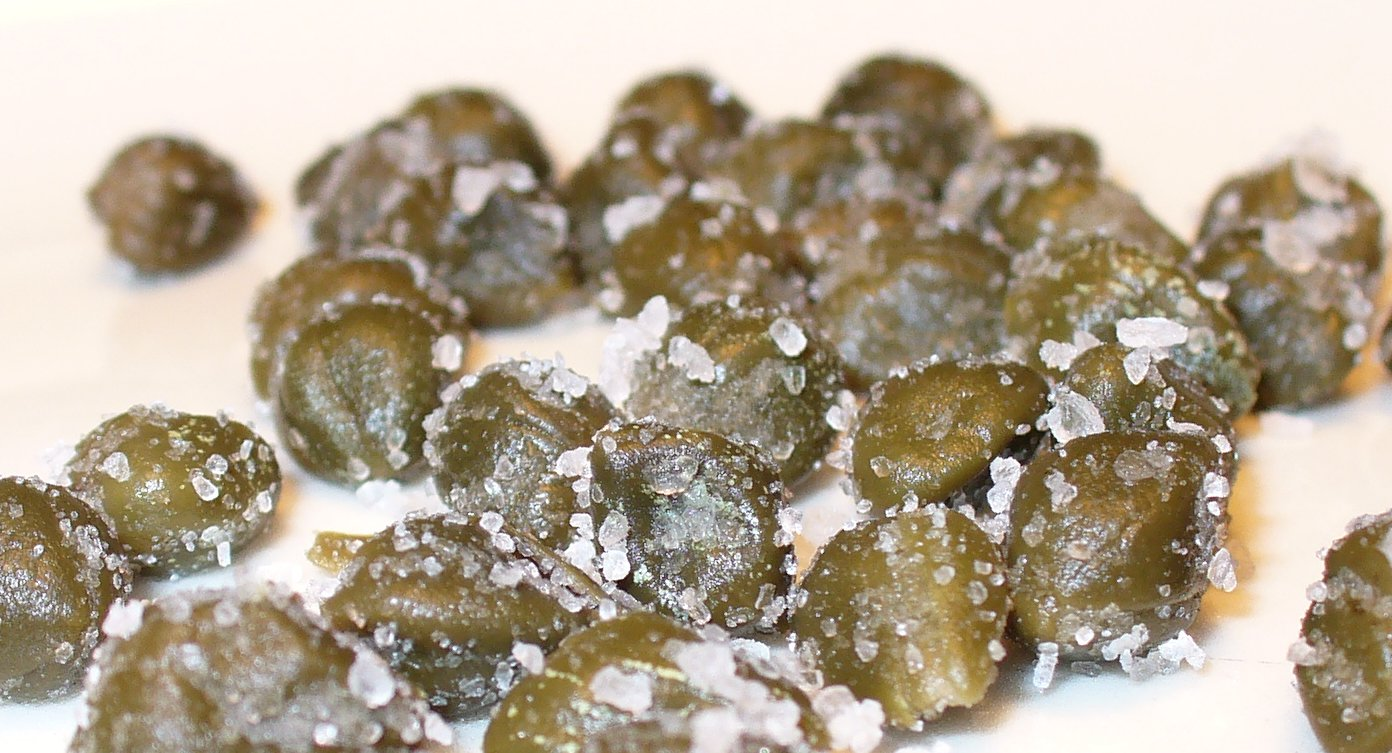
Tàperes salades

A les Illes Balears, quan una persona xerra molt, se li diu pareix que has menjat llengua.
Aquesta expressió té una estreta relació amb el plat llengua amb tàperes. Un plat basat amb el cuinat de la llengua d'animal (porc o vedella) acompanyat,com a element destacat, per les tàperes.